# فرایبورگ (منطقه)
فرایبورگ (منطقه) (به آلمانی: Freiburg) یک رگیرونگسبتسیرک در آلمان است که در بادن-وورتمبرگ واقع شده‌است.

## خصوصیات
فرایبورگ  ۲٬۱۹۰٬۷۲۷ نفر جمعیت دارد.